# زندگی مرموز گیاهان
کتاب گیاه کودک دانشمند یا زندگی مرموز گیاه (۱۹۷۳) به قلم پیتر تامپ کینز و کریستوفر برد است که حسین گلپرور آن را به فارسی ترجمه کرده‌است. این کتاب به بیان آزمایش‌هایی می‌پردازد که وجود پدیده‌های شگفت‌انگیزی در گیاه، مانند احساسات، را کشف کرده‌اند. این کتاب، گیاه را از بعدی فراتر از جهان مادی بررسی نموده‌است. در ادامه به بیان فلسفه‌ها و روش‌های کشاورزی پیشرفته بر اساس این یافته‌ها می‌پردازد.

## نویسندگان
کریستوفر برد یکی از نویسندگان پرفروش بود که کتاب دست غیب: راز ۵۰۰ ساله چوب آب یابی دازینگ را نیز نوشت. پیتر تامپکینز در طول جنگ جهانی دوم به عنوان روزنامه‌نگار و همچنین افسر اطلاعات نظامی ایالات متحده برای OSS در ایتالیا کار می‌کرد

## خلاصه
این کتاب شامل خلاصه‌ای از زندگی و کار دانشمندان قرن نوزدهمجاگادیش چاندرا بوس و کورنتین لوئیس کروران و همچنین دانشمند قرن نوزدهم جورج واشینگتن کارور است.
کتاب گیاه کودک دانشمند، شامل آزمایش‌هایی بر روی محرک‌های گیاهی با استفاده از پلی گراف است. تحقیق بر روی گیاهان و ثبت نتایج با پلی گراف برای اولین بار توسط کلیو بکستر در ۱۹۶۶ صورت گرفت. بخش‌هایی از کتاب به بیان آزمایش‌های قابل تکراری مبنی بر اینکه گیاهان دارای احساسات هستند، پرداخته‌است. در ادامه، با توجه به جذابیت آزمایش‌های کلیو بکستر، دانشمندهای دیگر به تکرار آزمایش‌های او و همچنان انجام آزمایش‌های جدید پرداختند.

## انتقاد
این کتاب توسط گیاه شناسانی مانند آرتور گالستون به دلیل تأیید ادعاهای شبه علمی مورد انتقاد قرار گرفته‌است. به گفته گالستون و فیزیولوژیست کلیفورد ال. اسلیمن، چندین مورد از ادعاهای این کتاب نادرست هستند یا توسط تأیید مستقل و مطالعات قابل تکرار تأیید نشده‌اند.

## مستند
این کتاب مبنایی برای فیلم مستندی به همین نام در سال ۱۹۷۹ بود، به کارگردانی والون گرین و دارای موسیقی متنی از استیوی واندر، که بعداً با عنوان سفر در زندگی مرموز گیاهان منتشر شد. در این فیلم از تصویر برداری زمان گریز (جایی که گیاهان در چند ثانیه در حال رشد هستند، خزنده‌ها به گیاهان دیگر می‌رسند و آنها را می‌کشند، قارچ‌ها و گل‌ها باز می‌شوند) استفاده شده‌است. این فیلم در ابتدا توسط پارامونت پیکچرز پخش شد.